# Joseph Wouters
Ne doit pas être confondu avec Joseph Wauters (cyclisme).
Pour les articles homonymes, voir Wouters.
Joseph Wouters, Jozef Wouters ou Jos Wouters, né le 21 février 1942 à Keerbergen, est un coureur cycliste belge. Professionnel de 1961 à 1965, il a notamment remporté les classiques Paris-Tours et Paris-Bruxelles. Des chutes l'ont conduit à arrêter sa carrière cycliste à l'âge de 23 ans.

## Palmarès

### Par année
- 1960
  - 2e et 5ea étapes du Tour de Belgique amateurs
- 1961
  -  Champion de Belgique de course derrière derny amateurs
  -  Champion de Belgique sur route indépendants
  - Anvers-Gand
  - Zesbergenprijs Harelbeke
  - 3e, 7e et 8e étapes du Tour de Belgique amateurs
  - Tour de Belgique indépendants :
    - Classement général
    - 5e et 6eb (contre-la-montre) étapes

  - Tour du Brabant
  - Grand Prix d'Orchies
  - Circuit des régions flamandes des indépendants
  - Paris-Tours
  - 2e du Grand Prix d'Affligem
- 1962
  - 7e étape du Tour du Levant
  - Paris-Bruxelles
  - Tour du Brabant
  - Grote Prijs Dr. Eugeen Roggeman
  - 2e du Tour du Limbourg
  - 2e du Grand Prix Betekom
  - 2e du Challenge Laurens
  - 3e du Circuit du Limbourg
  - 4e de Liège-Bastogne-Liège
  - 6e de Paris-Roubaix
  - 10e du Tour des Flandres
- 1963
  - Tour du Limbourg
  - 3e étape de Paris-Nice
  - Flèche brabançonne
  - 2e et 4e étapes du Tour de Belgique
  - 3e du Circuit des Trois villes sœurs
  - 4e de Paris-Bruxelles
  - 5e du Tour des Flandres

### Résultats sur le Tour de France
1 participation
- 1963 : abandon (2ea étape)